# صوامع غلال مرفأ بيروت

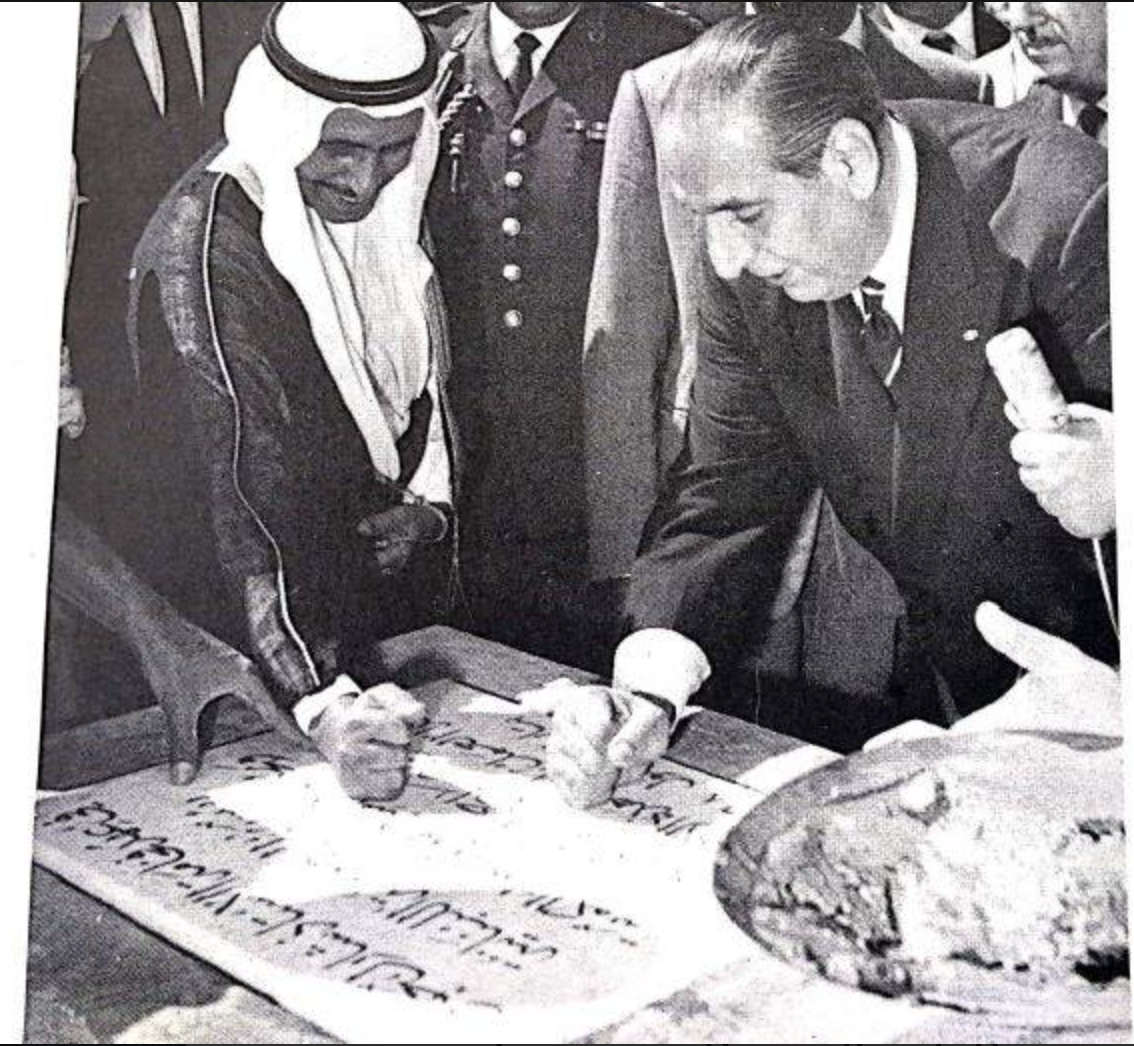
أمير الكويت الشيخ صباح السالم والرئيس اللبناني شارل الحلو يضعان حجر الأساس لصوامع غلال مرفأ بيروت في 16 سبتمبر 1968

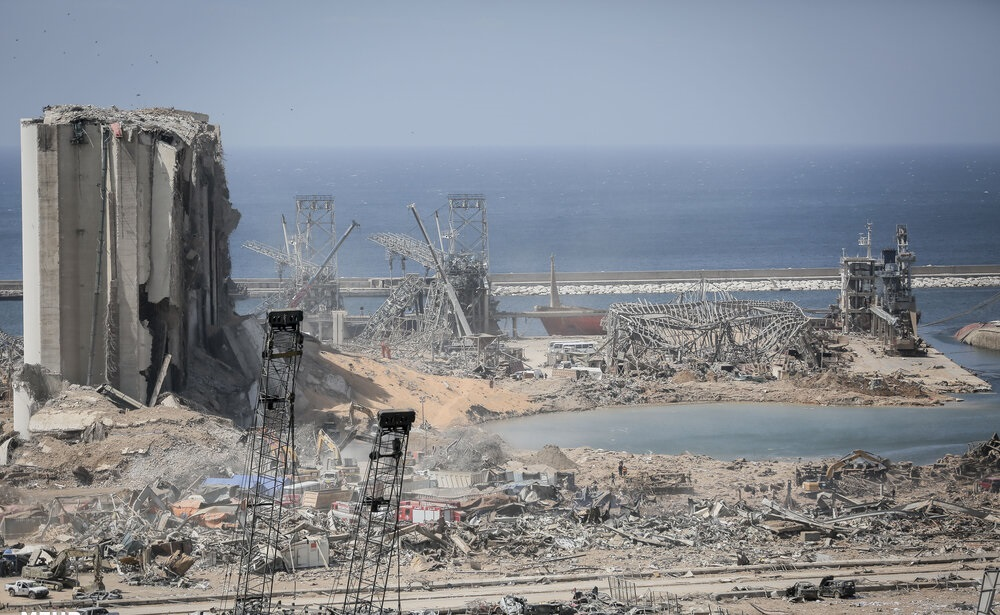
جانب من أثار الدمار على صوامع غلال مرفأ بيروت خلال انفجار مرفأ بيروت 2020

صوامع غلال مرفأ بيروت هي صوامع لتخزين القمح تقع في العاصمة اللبنانية بيروت، تبلغ السعة التخزينية للصوامع نحو 120,000 طن، وقد بنيت بين عامي 1968 و1970 بقرض حصلت عليه الحكومة اللبنانية من الكويت عبر الصندوق الكويتي للتنمية الاقتصادية العربية، وقد صمّمت الصوامع من قبل مجموعة هندسية سويسرية (Bühler Group)، وبينت الصوامع من قبل شركات لبنانية، وفق «عقود من الباطن» نفذت بإشراف الشركة السويسرية. وقد تعرضت الصوامع للتدمير خلال انفجار مرفأ بيروت 2020.